# Melanocorypha

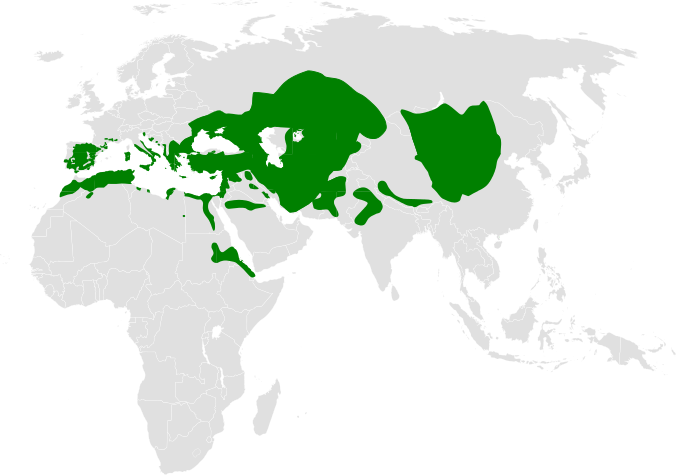
Verbreitungsgebiet der Melanocorypha-Arten

Melanocorypha ist eine Gattung der Lerchen (Alaudidae) in der Ordnung der Sperlingsvögel (Passeriformes). Sie umfasst sechs Arten, die in den trockenen Regionen der südlichen Paläarktis verbreitet sind.

## Merkmale
Bei den Arten der Gattung Melanocorypha handelt es sich um mittelgroße bis große Lerchen mit Flügellängen, die artspezifisch zwischen 100 bei der Weißflügellerche (M. leucoptera) und 160 Millimeter bei der Riesensumpflerche (M. maxima) liegen. Die Flügel sind lang und zugespitzt, die inneren Armschwingen leicht verlängert. Die Handschwingen sind bei den meisten Arten zwischen 5 und 7 und nur bei der Riesensumpflerche und der Kalanderlerche (M. calandra) bis 10 Millimeter lang. Nur bei den letztgenannten Arten sind sie auf der Flügelunterseite sichtbar, bei den anderen Arten sind sie unter Deckfedern verborgen.
Die Arten sind lerchentypisch braun mit gestrichelter Rückenseite und weißlicher Bauchseite gefärbt und tragen meistens zwei dunkle Flecken seitlich des Kropfes. Eine Ausnahme bilden dabei die Männchen der Schwarzsteppenlerche (M. yeltoniensis) mit einem einheitlich schwarzen Gefieder. Als weiteres typisches Merkmal weisen alle Arten einen hohen, seitlich komprimierten Schnabel und von steifen Federchen verdeckte Nasenlöcher auf.

## Systematik
Die sechs Arten der Gattung lassen sich in drei Artengruppen aufteilen. Dabei bilden die Bergkalanderlerche und die Kalanderlerche gemeinsam mit der Riesensumpflerche die M.-calandra-Gruppe, die sich durch weiße Spitzen der Armschwingen und weiße äußere Schwanzfedern auszeichnen. Die Mongolenlerche und die Weißflügellerche bilden die M.-mongolica-Gruppe mit großflächig weißen Flügeln und zimt- bis rotbraune Farbtöne auf der Rückenseite. Taxonomisch isoliert wird die Schwarzsteppenlerche mit einem auffälligen Geschlechtsdimorphismus und vollständig schwarzen Männchen.
Arten
- Bergkalanderlerche (Melanocorypha bimaculata (Ménétries, 1832))
- Kalanderlerche (Melanocorypha calandra (Linnaeus, 1766))
- Sumpflerche (Melanocorypha maxima Blyth, 1867)
- Mongolenlerche (Melanocorypha mongolica (|Pallas, 1776))
- Schwarzsteppenlerche (Melanocorypha yeltoniensis (Forster, 1767))

Die Weißflügellerche (Alauda leucoptera) – Hablizl, 1785 wurde bisher zu Melanocorypha gezählt, inzwischen aber neu bei Alauda eingegliedert.

## Trivia
Lerchen werden selten als Käfigvogel gehalten. Eine Ausnahme stellt die Mongolenlerche dar, die in ihrem Gesang die Rufe zahlreicher anderer Vogelarten einflechtet. Sie wurde noch in den 1920er Jahren in großer Zahl auf Vogelmärkten in Peking gehandelt und wegen ihres variantenreichen Gesanges „Hundert Melodien“ genannt.